# Système d'allumage à étincelle perdue

Citroën 2CV

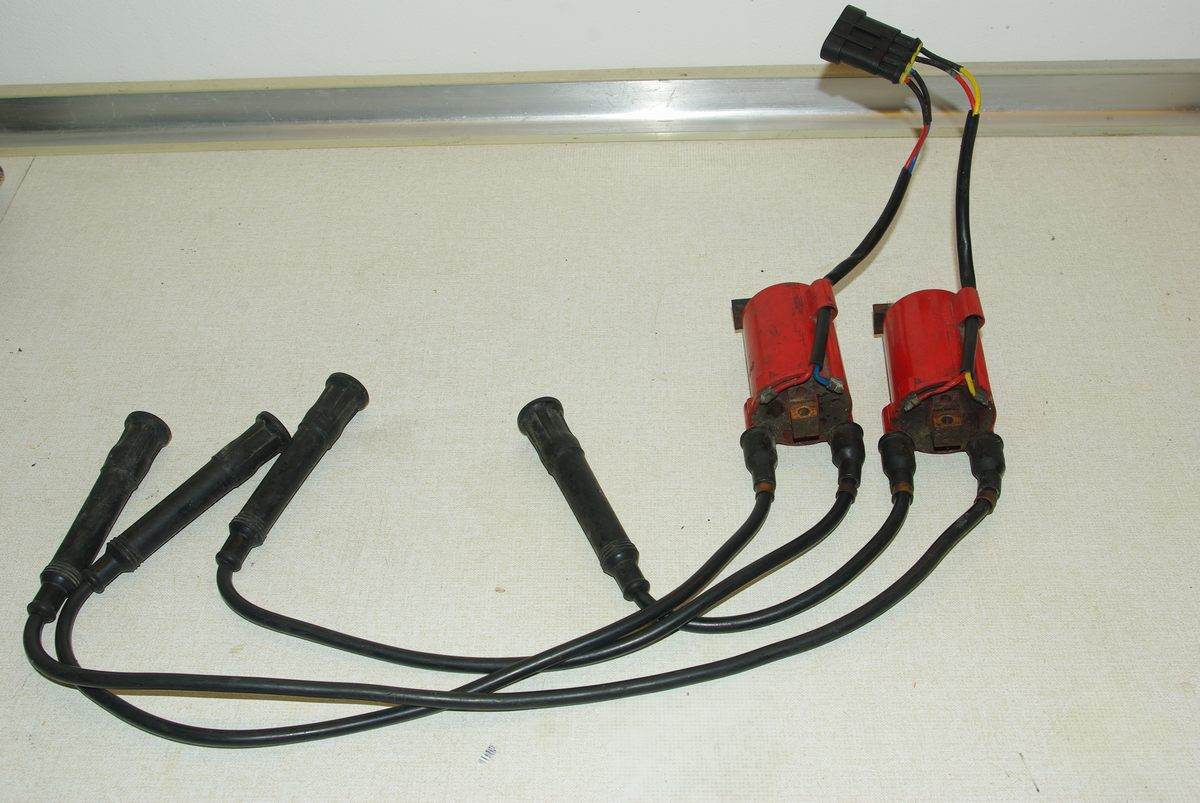
Ford Escort RS1600i (1981)

Un système d'allumage à étincelle perdue est un système d'allumage concernant certains moteurs à allumage commandé à quatre temps. Dans ces moteurs, les bougies créent simultanément deux étincelles, une dans le cylindre en fin de phase de compression (l'étincelle utile) et une autre dans celui qui est en fin de phase d'échappement (l'étincelle perdue). Cette conception est plus simple que le système d'allumage conventionnel du fait qu'il n'y a plus de distributeur rotatif. Cependant les étincelles surnuméraires réduisent la durée de vie des composants (rupteur, bougies d'allumage).

## Exemples
Certains moteurs V6 Buick, moteurs V-Twin d'Harley Davidson, moteurs à refroidissement à air BMW, moteurs de Citroën 2CV, moteurs B de Mazda, moteurs TU de PSA et certains moteurs Ford. Beaucoup de moteurs de motos Honda et Kawasaki utilisent ce système pour des raisons de gains de place.
Beaucoup de moteurs quatre temps monocylindres utilisent également ce système. Il y a seulement une étincelle à la fois, mais deux durant le cycle complet. En effet, la magnéto de ces moteurs est montée sur le volant moteur, il se produit ainsi une étincelle à chaque révolution de moteur, soit deux dans le cycle moteur complet. Bien entendu, il n'y a qu'une seule phase propulsive dans le cycle complet.

## Avantages - inconvénients
Le principal avantage de ce système d'allumage est de pouvoir se passer du distributeur d'étincelle avec l’inconvénient principal de dissiper de l’énergie électrique en pure perte et de devoir surdimensionner la bobine par rapport à un système conventionnel de type Delco.